# Леконт, Жорж
Жорж Леконт (фр. Georges Lecomte ; 9 июля 1867, Макон, департамента Сона и Луара региона Бургундия — Франш-Конте — 27 августа 1958, Париж) — французский писатель, журналист, драматург, литературный критик. Член Французской академии (с 1924).

## Биография
Литературную деятельность начал в качестве журналиста, с 1885 г. редактировал журнал «La Cravache» («Хлыст»), орган французских символистов и парнасцев, где печатались Поль-Мари Верлен и тогда ещё молодые Анри де Ренье, Поль Адан и др.
Ж. Леконт входил в литературу как поборник нового символистского искусства. Противоречие между действительностью и мечтой, между действенной практикой и «надземным» созерцанием, лежит в основе большинства его произведений, — «Миражи» (Mirages, 1893), «Золотой телец» (Le Veau d’or, 1903) и др., — разрешается уходом от жизни, победой миражей. Ему же принадлежат биографии Клемансо («Clémanceau», 1918) и Тьера («Thiers», 1933), ряд патриотически-милитаристских статей, написанных во время Первой мировой войны.
Эти заслуги, в значительной мере, способствовали избранию Леконта в 1924 г. членом Французской академии. В 1946 году пожизненным секретарём академии.
Ж. Леконт был также директором Высшей школы искусств и полиграфической промышленности (École Estienne).

## Избранные произведения

### Пьесы
- La Meule, (1891)
- Миражи (в 5 актах, Париж, Théâtre-Libre, 1893)

### Романы
- Les Valets, contemporary novel (1898)
- La Suzeraine (1898)
- La Maison en fleurs (1900)
- Les Cartons verts, contemporary novel (1901)
- Le Veau d’or (1903)
- Les Hannetons de Paris (1905)
- L’Espoir (1908)
- Bouffonneries dans la tempête (1921)
- La Lumière retrouvée (1923)
- Le Mort saisit le vif (1925)
- Le Jeune Maître (1929)
- Les Forces d’amour (1931)
- Je n’ai menti qu'à moi-même (1932)
- La Rançon (1941)
- Servitude amoureuse (1949)
- Le Goinfre vaniteux (1951)

### Другая проза и статьи
- Clemenceau (1918)
- Au chant de la Marseillaise. Danton et Robespierre. L’Ouragan de la Marseillaise. Marceau et * Kléber (1919)
- Louis Charlot (1925)
- La Vie amoureuse de Danton (1927)
- La Vie héroïque et glorieuse de Carpeaux (1928)
- Les Prouesses du Bailli de Suffren (1929)
- Le Gouvernement de M. Thiers (1930)
- Thiers (1933)
- Steinlen. Chats et autres Bêtes. Dessins inédits. Texte de Georges Lecomte (1933)
- Gloire de l'Île-de-France (1934)
- Ma traversée (1949)